# Causse

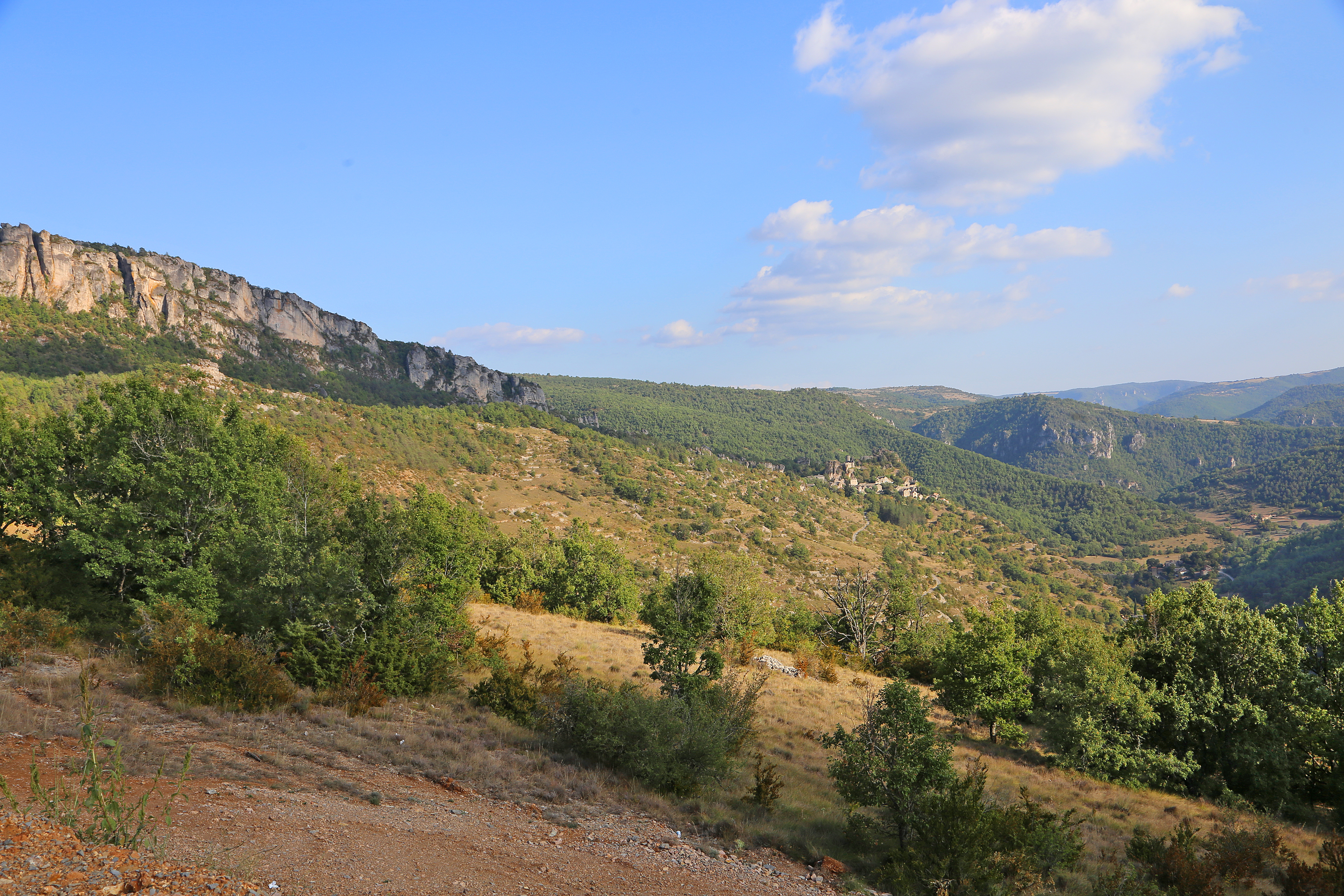
Naturpark Grands Causses

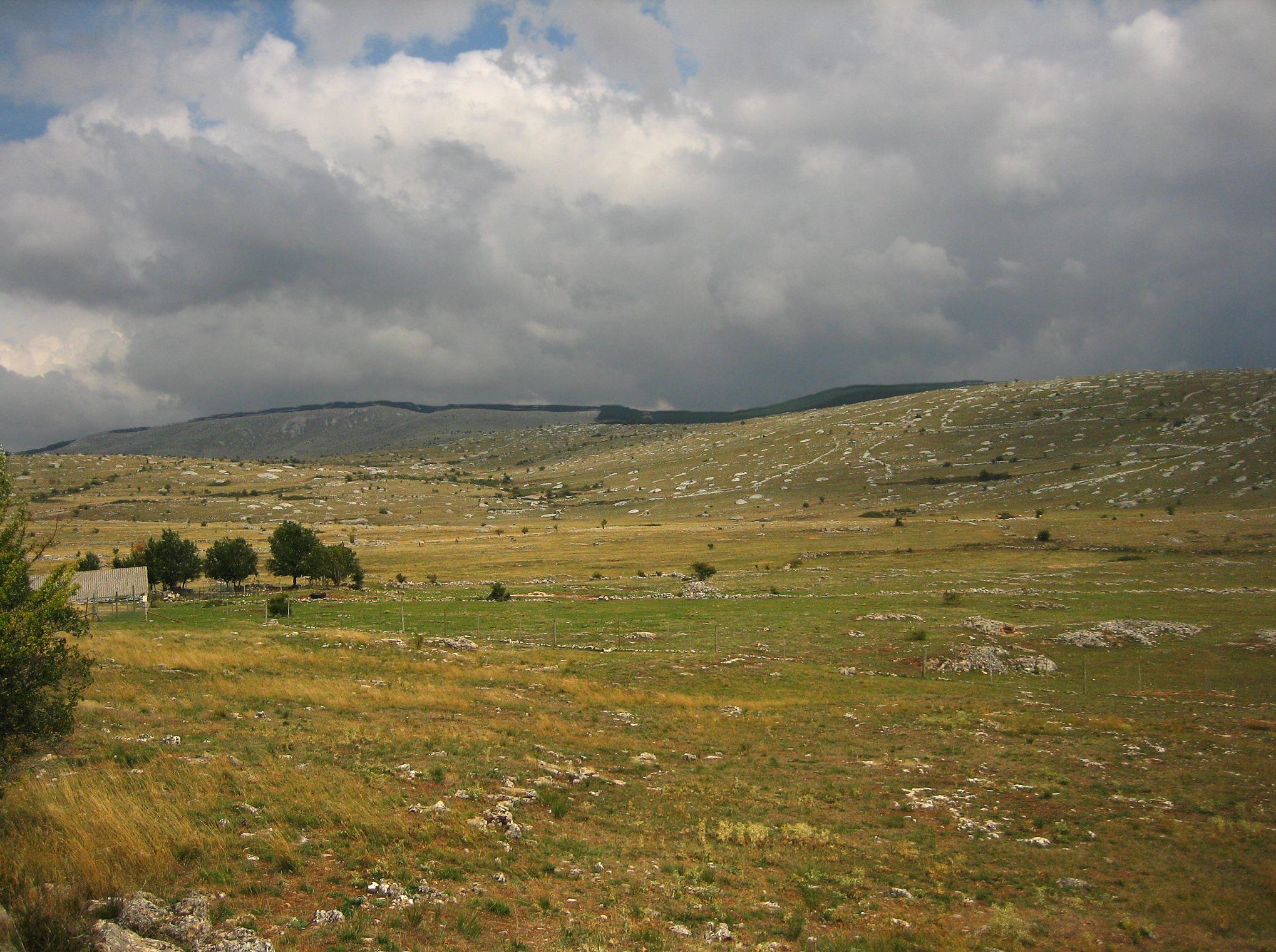
Causses Méjean

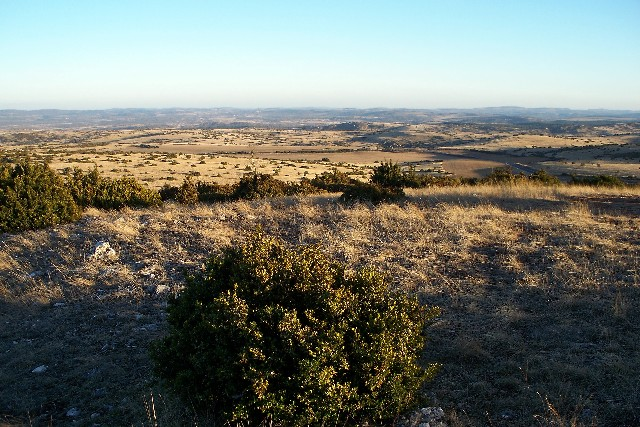
Causse du Larzac

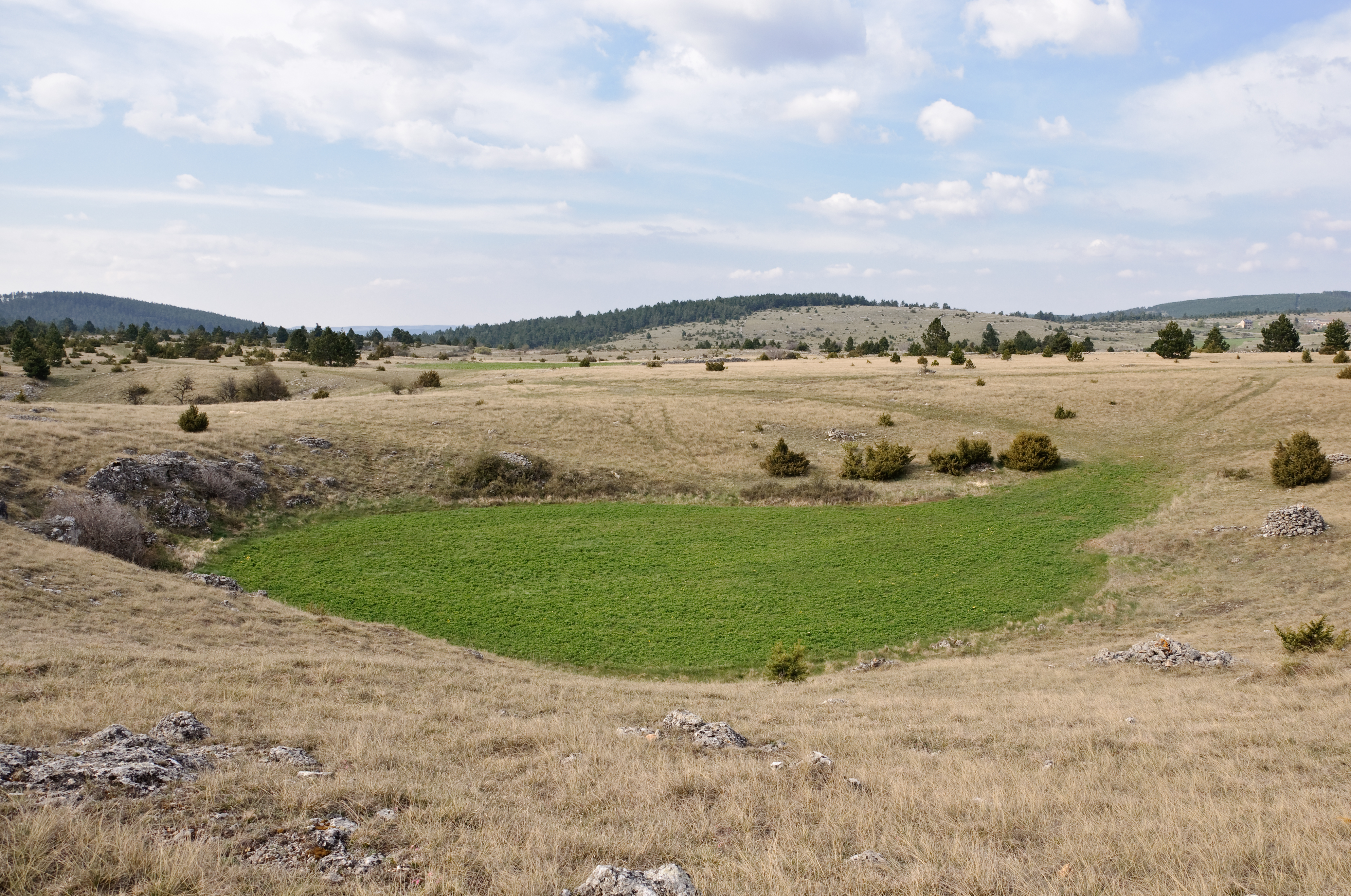
Doline in der Causse de Sauveterre

Causse oder Causses ist die französische Bezeichnung für die großflächigen Kalk-Hochebenen auf etwa 700 bis 1200 m Höhe in den Départements Aveyron, Gard, Hérault, Lot, Lozère und Tarn-et-Garonne im Süden und Südwesten des französischen Zentralmassivs. Teile der Causses und der Cevennen zählen seit dem Jahr 2011 zum UNESCO-Welterbe.

## Lage
Die Causses werden im Norden und Westen durch die Berge des Limousin, das Périgord und das Aubrac begrenzt; im Osten durch die Cevennen. Sie liegen im Nationalpark Cevennen sowie im Regionalen Naturpark Causses du Quercy und im Regionalen Naturpark Grands Causses. Die einzelnen Causses sind voneinander durch tiefe, steile Schluchten und Flusstäler (z. B. Lot oder Tarn) getrennt.

## Landschaft
Die Causses zählen durch ihre herbe Schönheit und durch die äußerst geringe Besiedelungsdichte zu den beeindruckendsten Landschaften Frankreichs. Die Bezeichnung „Hochebene“ ist allerdings trügerisch – das Relief ist fast immer hügelig mit manchmal bizarren Felsformationen, z. B. die des Chaos de Montpellier-le-Vieux. Ebenso wie die Felsformationen sind viele Landschaftsformen der Causses durch Karst-Erscheinungen wie Höhlen und Naturschächte (aven) geprägt. Bekannte Beispiele für solche Schächte sind der Aven Armand und die Gouffre de Padirac.
Die nahezu baumlosen Causses sind sehr arm an Oberflächenwasser (Bäche, Flüsse, Seen) – das liegt aber nicht daran, dass es wenig Niederschläge gäbe, sondern daran, dass der Regen wie in den meisten Karstgebieten von dem vorherrschenden Kalkstein nicht festgehalten werden kann, sondern beinahe sofort im Boden versickert. Dementsprechend wirken weite Gebiete steppen- oder sogar fast wüstenartig. Wenn sich in einer Einsenkung (Doline) ausnahmsweise fruchtbarer Boden angesammelt hat, dann wird hier auf oft winzigen Flächen intensiver Ackerbau betrieben – es entsteht ein starker Kontrast zur steinigen, unfruchtbaren Umgebung. 
Die wenigen Senken (lavognes), in denen sich wegen eines tonhaltigen Untergrunds Wasser ansammeln kann, werden als Viehtränken benutzt. Die seltenen natürlichen Wasserquellen waren früher sehr wertvoll; oft liegt in der Nähe einer solchen Quelle ein Gehöft. Abgelegene Höfe waren auf Zisternen oder mühsame Wassertransporte angewiesen. Erst seit wenigen Jahrzehnten sind fast alle Siedlungen an die moderne Wasser- und Stromversorgung angeschlossen.

## Nutzung
Aufgrund der nährstoffarmen Kalkböden und der fehlenden Bodenkrume war eine Nutzung der Böden als Ackerland nur an wenigen Stellen möglich. Die meisten Bauernhöfe hatten Gärten, in denen in geschützten Lagen Wurzelgemüse, Kohlsorten etc. ausgesät wurden. Obstbäume hielten dem oft kalten und windigen Klima nicht stand. Die hier lebenden Bauern widmeten sich deshalb vor allem der Viehzucht (Schafe, Ziegen).

## Orte
Die karge Landschaft und die geografische Abgelegenheit der Causses hatte zur Folge, dass nur sehr wenige Orte mit mehr als 1.000 Einwohnern entstanden, wobei deren Einwohnerzahl in den letzten 200 Jahren teils deutlich zurückgegangen ist; zu nennen sind: Millau (ca. 25.000), Figeac (ca. 10.000), Saint-Affrique (ca. 8.000), Gramat (ca. 3.500). Über die Region hinaus bekannt sind der Wallfahrtsort Rocamadour und die Käseproduktion von Roquefort.

## Kunst
Die geografische Abgelegenheit der Causses und ihre landwirtschaftliche Orientierung führten zu einer insgesamt eher volkstümlichen Kunst, in welcher bedeutende Kunstschätze fehlen.
Die traditionellen Bauten im Gebiet der Causses bestehen aus Bruchsteinen. Aufgrund des spärlichen Baumbewuchses hat sich auf den Grands Causses eine eigentümliche, praktisch holzlose Architektur entwickelt. Die Funktion von Holzbalkendecken und Dachstühlen wird durch steinerne Gewölbe erfüllt – selbst die Dächer sind mit Natursteinplatten (lauzes) gedeckt.

## Liste der Causses
Die Causses von Nordwesten nach Süd-Osten: 
- Die Causses de Quercy im Département Lot:
  - Causse de Martel
  - Causse de Gramat
  - Causse de Limogne
- Die Grands Causses:
  - Causse du Comtal (Aveyron)
  - Causse de Sévérac (Aveyron)
  - Causse de Sauveterre (Lozère)
  - Causse Méjean (Lozère), mit 340 km² Fläche die größte der Causses
  - Causse Noir (Aveyron, Lozère und Gard)
  - Causse du Larzac bzw. Plateau du Larzac (Aveyron und Hérault)
  - Causse de Blandas im Gard